# Sara Carrara
Sara Carrara (née le 1er décembre 1992 à Seriate, dans la province de Bergame, en Lombardie) est une joueuse italienne de volley-ball. Elle mesure 1,60 m et joue au poste de libero.

## Clubs
| Club                | Pays   | De        | À         |
| ------------------- | ------ | --------- | --------- |
| Pallavolo Bolgare   | Italie | 2003-2004 | 2005-2006 |
| Volley Bergamo      | Italie | 2006-2007 | 2010-2011 |
| Crema Volley        | Italie | 2011-2012 | 2011-2012 |
| Valdarno Volley     | Italie | 2012-2013 | 2012-2013 |
| New Volley Libertas | Italie | 2013-2014 | …         |

## Palmarès
- Ligue des champions
  - Vainqueur : 2010.
- Championnat d'Italie
  - Vainqueur : 2011.